# Zygmunt Maksymiuk
Zygmunt Feliks Maksymiuk (ur. 1932, zm. 12 grudnia 2021) – polski geograf specjalizujący się w geografii fizycznej, hydrografia, hydrologii i gospodarce wodnej. Był kierownikiem Zakładu Hydrologii i Gospodarki Wodnej na Wydziale Nauk Geograficznych Uniwersytetu Łódzkiego oraz członkiem Komitetu Agrofizyki PAN.